# Prades (Pirenei Orientali)
Prades (in catalano: Prada de Conflent o Prada) è un comune francese di 6 715 abitanti situato nel dipartimento dei Pirenei Orientali nella regione dell'Occitania, sede di sottoprefettura.
I suoi abitanti sono chiamati Pradéens.

## Geografia fisica
Prades si trova nel Conflent, a 40 chilometri ad ovest di Perpignan, sulla riva destra del Têt.

### Trasporti
La Route nationale 116, che collega Perpignano a Bourg-Madame (in Cerdagna), passa per il nord della città. 
La città ha anche contatti regolari per mezzo del TER (Transport express régional) con Perpignano nella parte orientale e Villefranche-de-Conflent a ponente (quindi con Bourg-Madame e Latour-de-Carol con il Treno giallo).

## Società

### Evoluzione demografica
Abitanti censiti

## Amministrazione
| Periodo | Periodo   | Primo cittadino     | Partito | Carica                                      | Note       |
| ------- | --------- | ------------------- | ------- | ------------------------------------------- | ---------- |
| 1983    | 1987      | Guy Malé            | UDF     | Senatore, Presidente del Consiglio Generale |            |
| 1987    | 1989      | Marcel Mulcio       |         | Sindaco                                     |            |
| 1989    | 2001      | Paul Blanc          | RPR     | Senatore, Consigliere Generale              |            |
| 2001    | 2008      | Jean-François Denis | PRG     | Sindaco                                     |            |
| 2008    | 2020      | Jean Castex         | UMP     | Consigliere regionale, Primo ministro       |            |
| 2020    | in carica | Yves Delcor         |         | Sindaco                                     | ad interim |

### Gemellaggi

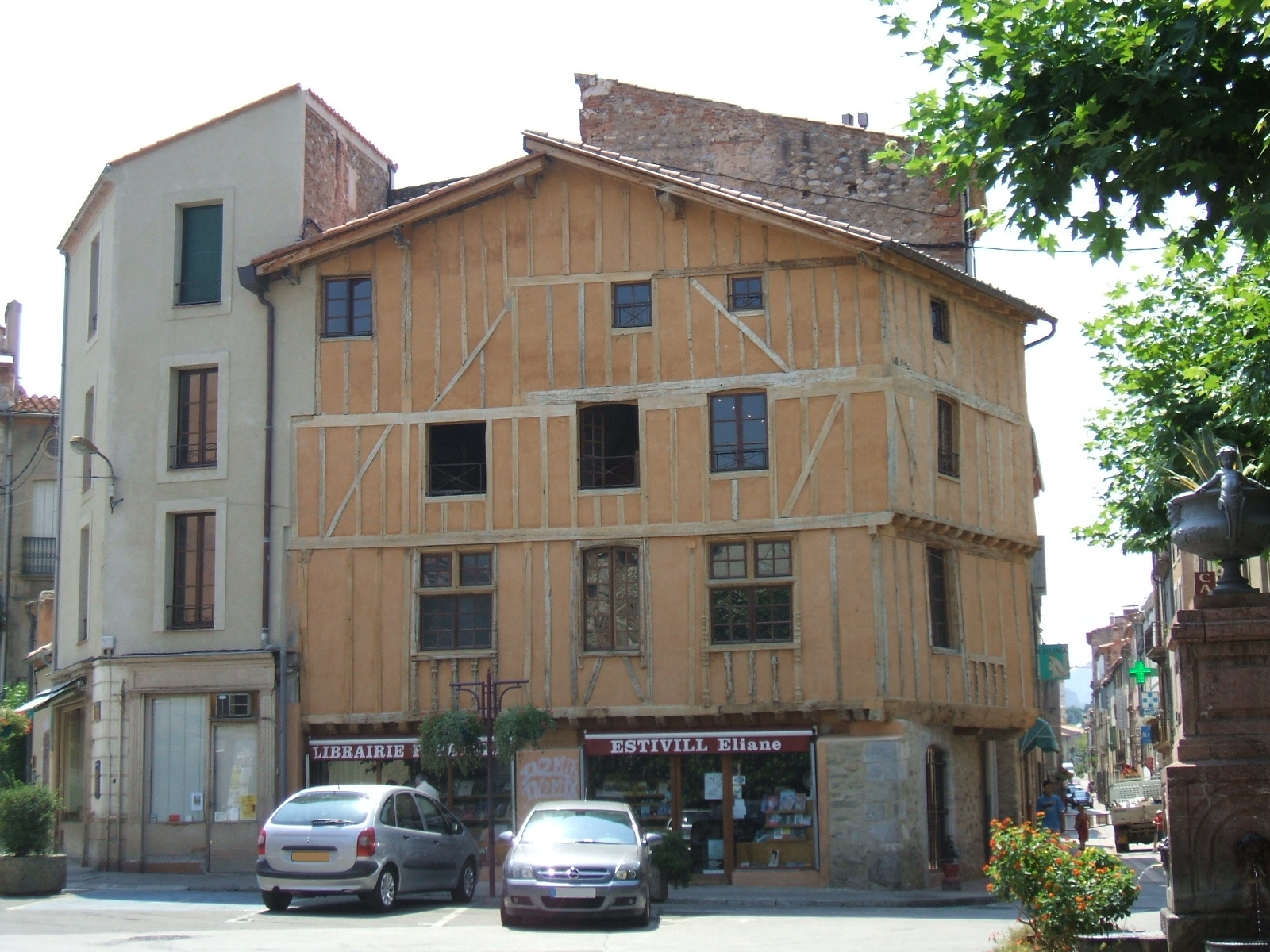
Casa Jacomet

- Ripoll, dal 1969
- Kitzingen, dal 1984
- Lousã, dal 1991

## Luoghi notevoli
- La chiesa parrocchiale di Saint-Pierre, situata nel cuore della città vecchia, ha origine risalente all'XI secolo, anche se le parti più antiche dell'edificio risalgono probabilmente al XII secolo.

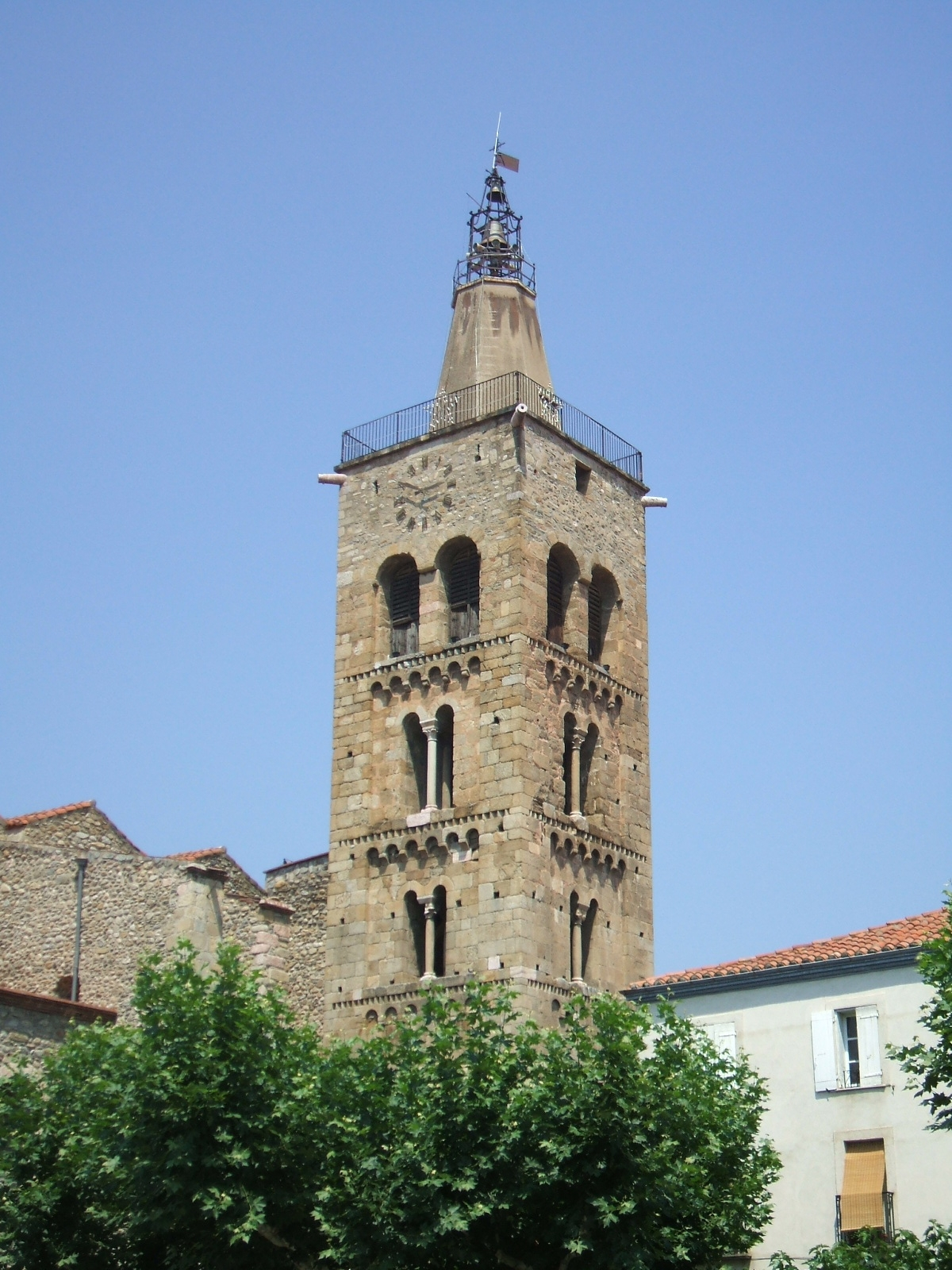
Campanile romanico della chiesa di Saint-Pierre

L'attuale edificio, in stile gotico, (costruito dopo l'aumento della popolazione, che ha reso l'edificio troppo piccolo, alla fine del XVI secolo) è di dimensioni imponenti: 43 metri di lunghezza e 13 metri di larghezza e 17 metri di altezza. Sul lato sud si erge il campanile del XII secolo, di circa 30 metri di altezza.
- Di fronte alla chiesa si trova la casa Jacomet, la cui costruzione risale al XV secolo. È stata rivista diverse volte prima di essere restaurata alla fine del 1990 per poi renderla monumento storico nel 2001.
- Si noti anche la cappella di Saint-Martin de Canoha (Sant Marti de Canoa). L'edificio, costituito da una sola navata a volta può essere datato al secolo XI. La chiesa è proprietà privata.
- La casa dove ha vissuto il Merton dal 1914 al 1916 (rue du 4 septembre, 1)